# مانگابه ، ماواتانانا
مانگابه (به لاتین: Mangabe) یک منطقهٔ مسکونی در ماداگاسکار است که در مائوتنانا (بخش) واقع شده‌است.
 مانگابه  ۱۶٬۰۰۰ نفر جمعیت دارد و ۲۷ متر بالاتر از سطح دریا واقع شده‌است.